# Zalamerenye
Zalamerenye is een plaats (község) en gemeente in het Hongaarse comitaat Zala. Zalamerenye telt 214 inwoners (2001).